# Alpaida pretiosa
Espèce
Alpaida pretiosa est une espèce d'araignées aranéomorphes de la famille des Araneidae.

## Distribution
Cette espèce se rencontre au Brésil en Espírito Santo, au Minas Gerais, dans l'État de Rio de Janeiro et au Pará et au Guyana,.

## Description
Le mâle holotype mesure 6,2 mm et la femelle paratype 8,9 mm, les mâles mesurent de 5,2 à 8,1 mm et les femelles de 6,2 à 8,9 mm.

## Systématique et taxinomie
Cette espèce a été décrite par Baptista, Castanheira et Wermelinger-Moreira en 2025.

## Publication originale
- Baptista, Castanheira, Schinelli, Oliveira, Wermelinger-Moreira, Assuncao-Oliveira & Prado, 2025 : « Ten new species of the orb-weaving spider genus Alpaida O. Pickard-Cambridge, 1889 (Araneae: Araneidae) from southeast Brazil. » Arachnology, vol. 20, no 1, p. 80-89.